# MY LIFE (星村麻衣のアルバム)
『MY LIFE』（マイ・ライフ）は、日本の女性シンガーソングライター・ピアニスト、星村麻衣3枚目のオリジナル・アルバム。2008年9月17日にSME Recordsよりリリースされた。

## 概要
前作『Joyful』より2年8ヶ月ぶり、SME Records移籍後では初となるアルバム。移籍後にリリースしたシングル5曲がすべて収録されている。
今回のアルバムのテーマは「27歳の女性の等身大」。

## パッケージ仕様
DVD付初回限定盤と通常盤の2形態で発売。初回限定盤には、星村麻衣として初めてミュージック・ビデオを収録したDVDが付属している。

## 収録曲
特記以外　作詞・作曲：星村麻衣

### CD
1. 青空スケッチ   [4:29]
  - 編曲：シライシ紗トリ
2. 瞬間、ストロボ。  [4:23]
  - 編曲：Falsetto de Es
3. ひかり  [5:19]
  - 作詞・作曲：星村麻衣・シライシ紗トリ　編曲：シライシ紗トリ・千住明
4. The Best Of My Life   [4:22]
  - 作詞・作曲：星村麻衣・シライシ紗トリ　編曲：シライシ紗トリ
5. Popping   [3:48]
  - 編曲：シライシ紗トリ
6. 桜日和  [4:20]
  - 編曲：Falsetto de Es
7. ゆびきり   [5:13]
  - 作曲：星村麻衣・シライシ紗トリ　編曲：シライシ紗トリ
8. Crash!   [3:35]
  - 編曲：渡辺徹
9. regret  [4:13]
  - 編曲：鈴木Daichi秀行
10. Flower   [3:54]
  - 編曲：本間昭光
11. かけがえのない人へ  [4:27]
  - 編曲：鈴木Daichi秀行
12. そっと、さよなら  [4:01]
  - 編曲：Falsetto de Es

### DVD（初回限定盤：ミュージック・ビデオ）
1. 桜日和
2. 瞬間、ストロボ。
3. かけがえのない人へ
4. regret
5. ひかり